# متالورژی در ایران

## تاریخچه متالورژی در ایران

### تاریخچه کاربردفلزات
شواهد باستان‌شناسی نشان می‌دهد که ساکنین فلات ایران، جزو اولین اقوامی بوده‌اند که به کشف فلزات و استفاده از آن نائل گردیده‌اند.
به عنوان مثال برنج از جمله آلیاژهائی است که کشف آن احتمالا توسط ایرانیان صورت گرفته‌است.

### تاریخچه کاربردآهن در ایران
فردوسی شناختن آهن و صنعت آن را در شاهنامه به ایرانیان نسبت می‌دهد ولی تحقیقات تاریخی دقیق‌تر نشان می‌دهد که صنعت ذوب آهن برای اولین بار به وسیله هیتی‌ها، قومی که در حدود ۱۵ قرن قبل از میلاد مسیح در آسیای صغیر زندگی می‌کردند، شروع شده و به خاطر اهمیت زیادی که داشت تا ۱۲۰۰ سال قبل از میلاد که مقارن با سقوط امپراطوری هیتی‌ها است، نحوه این عمل به صورت رازی محفوظ نگه داشته شد.
در ایران قدیم نیز در دوره هخامنشیان به مرور مصالح آهنی جای مصالح مفرغی را گرفت، بطوری‌که در اواخر این دوره، جنگ‌افزار‌های آهنی جایگزین اسلحه‌های مفرغی شدند. پیشینیان، سنگ آهن را با زغال چوب مخلوط کرده، مشتعل می‌نمودند. در دوران باستان، در ایران، بین النهرین، یونان و روم مجموعا هفت فلز شناخته و بکار برده شده‌اند که شامل مس، طلا (زر)، نقره (سیم)، آهن، سرب (آبار)، قلع (ارزیز) و جیوه (سیماب) و پلاتین می‌باشند.
شواهد نشان میدهند که صنعتگران و بازرگانان ایرانی در قرن‌های سوم و دوم قبل از میلاد در بازار شهر کولونیای ژرمان‌ها (کلن امروز) جنگ‌افزار و افزار کار فلزی میفروخته‌اند.

## منبع
مشارکت‌کنندگان ویکی‌پدیا. «Metallurgie». در دانشنامهٔ ویکی‌پدیای آلمانی ، بازبینی‌شده در ۱۷ مهر ۱۳۹۰.
1. 1 2  متالورژی، سعید حاجی زاده
2. ↑  متالورژی در کشور ایران
3. ↑  E. Sprockhoff مجله علمی "تاریخ پیش از مسیح". مقاله تاریخ تجارت در عصر برنز ژرما ن ها. برلین ۱۹۳۰/ مجله شماره ۷ B. Sprockhoff: Zur Handelsgeschichte der germanischen Bronzezeit, in: Vorgeschichtliche Forschungen.